# Kurt Jara
Kurt Jara (Innsbruck, 1950. október 14. –) válogatott osztrák labdarúgó, középpályás, edző.

## Pályafutása

### Klubcsapatban
1968 és 1973 között a Wacker Innsbruck illetve az SSW Innsbruck labdarúgója volt. Az innsbrucki csapattal három bajnoki címet és két osztrák kupagyőzelmet ért el. 1973 és 1975 között a spanyol Valencia CF, 1975 és 1980 között a nyugatnémet MSV Duisburg, 1980–81-ben a Schalke 04, 1981 és 1985 között a svájci Grasshopper játékosa volt. A zürichi csapattal három bajnoki címet és egy svájci kupagyőzelmet szerzett. 1985-ben vonult vissza az aktív labdarúgástól.

### A válogatottban
1971 és 1985 között 59 alkalommal szerepelt az osztrák válogatottban és 14 gólt szerzett. Tagja volt az 1978-as argentínai és az 1982-es spanyolországi világbajnokságon  részt vevő csapatnak.

### Edzőként
1986 és 1988 között utolsó klubja a Grasshopper vezetőedzője volt. 1988-ban svájci kupagyőztes lett a csapattal. 1988 és 1994 között is Svájcban dolgozott három-három idényt töltött az FC St. Gallen és az FC Zürich együttesénél. 1994–95-ben egy idényre hazatért és a VfB Mödling szakmai munkáját irányította. 1996–97-ben a görög Xánthi, 1997–98-ban a ciprusi Ellínon Lefkoszíasz vezetőedzője volt. 1999 és 2001 között a Tirol Innsbruck, 2001 és 2003 között a német Hamburger SV, 2004–05-ben az 1. FC Kaiserslautern, 2005–06-ban a Red Bull Salzburg vezetőedzőjeként tevékenykedett.

## Sikerei, díjai

### Játékosként
SSW Innsbruck
- Osztrák bajnokság
  - bajnok (3): 1970–71, 1971–72, 1972–73
- Osztrák kupa
  - győztes (2): 1970, 1973

 Grasshopper
- Svájci bajnokság
  - bajnok (3): 1981–82, 1982–83, 1983–84
- Svájci kupa
  - győztes: 1983

### Edzőként
Grasshopper
- Svájci kupa
  - győztes: 1988

 Hamburger SV
- Német ligakupa
  - győztes: 2002–03